# Frank Plein
Frank Plein (auch bekannt unter seinem Pseudonym Spong, * 1968) ist ein deutscher Comiczeichner, Verleger, Redakteur und Übersetzer.

## Werdegang
Als Comiczeichner aktiv wurde Plein erstmals 2001. Er veröffentlichte ab da erste Comicbeiträge im Kölner Fanzine Cosmix. Später arbeitete er bis 2006 bei der renommierten Anthologiereihe Panik Elektro des Hamburger Comiczeichners Thomas Wittke mit, in der er auch eigene Comicstrips veröffentlichte. Es folgte der Comicbeitrag Ikonen der Männlichkeit für die Anthologie Rodeo der Comicgruppe Pony X Press, zu der auch die Comickünstler Andreas Eikenroth, Ans de Bruin und Sarah Burrini gehören.
2007 erschien Pleins erste eigene Comicpublikation Das kurze Hallo und das lange Machsgut im von ihm gegründeten Verlag Katzenjammer. Im selben Jahr folgte Halbstark, eine Sammlung aus verschiedenen kurzen Comicgeschichten. 2008 veröffentlichte er schließlich das Comicalbum Tara oder der Marterpfahl der Leben heißt. Der Band wurde im Jahr darauf mit dem ICOM Independent Comic Preis in der Kategorie Herausragendes Szenario ausgezeichnet.
2012 veröffentlichte Plein gemeinsam mit dem Illustrator Markus Hockenbrink das Buch Der Comic im Kopf. Kreatives Erzählen in der Neunten Kunst, worin er kurz und knapp in die wichtigsten Aspekte des Comicschreibens einführt. Die Entstehung des Bandes hat Plein in einem eigens dafür eingerichteten Blog dokumentiert. 2015 folgte mit Der eigene Strich. Stilbildung und Zeichentechnik für Comic und Illustration ein weiterer Ratgeber für Comicschaffende.
Der im Siegerland aufgewachsene Frank Plein lebt nach einigen Aufenthalten in Russland und Belgien seit Ende der 1990er Jahre in Köln, wo er nach seinem Abschluss hauptberuflich als Redakteur und Übersetzer tätig ist.

## Veröffentlichungen (Auswahl)
- Das kurze Hallo und das lange Machsgut, Katzenjammer, Köln 2007, ISBN 978-3-940362-00-1.
- Halbstark, Katzenjammer, Köln 2007, ISBN 978-3-940362-01-8.
- Tara oder der Marterpfahl der Leben heißt, Katzenjammer, Köln 2008, ISBN 978-3-940362-02-5.
- Der Comic im Kopf. Kreatives Erzählen in der Neunten Kunst, mit Markus Hockenbrink, Icom, Stuttgart 2012, ISBN 978-3-88834-923-2.
- Der eigene Strich. Stilbildung und Zeichentechnik für Comic und Illustration, Stiebner, München 2015, ISBN 978-3-8307-1696-9.
- Comic-Sprachkurs für Anfänger. Deutsch als Fremdsprache, mit Christine Breslauer, Pons, Stuttgart 2017, ISBN 978-3-12-562875-5.